# КК Улкерспор
КК Улкерспор (тур. Ülkerspor) је био турски кошаркашки клуб из Истанбула. Основан је 1993. а расформиран 2006. године.

## Историја
Корени овог клуба су из 1975, кад је основано ово спортско друштво. Кошаркашки тим је створен 1993. када је купљено место у турској лиги од КК Насаспора. Клуб је освојио неколико титула турског првака 1995, 1998, 2001. и 2006. године. Био је редован учесник Топ 16 фазе у пет узастопних сезона Евролиге (2002–2006). Најдаље је дошао 2005. кад га је у четвртфиналу избацио руски ЦСКА. 
Улкерспор је још освојио шест купова председника и три турска купа од 2003. до 2005. Године 2006. покровитељ клуба компанија Улкер, која је била и власник, одлучила је угасити клуб и спонзорисати друге кошаркашке клубове. Његов наследник био је мали клуб КК Алпела.

## Успеси
- Прва лига Турске:
  - Шампион (4): 1995, 1998, 2001, 2006.

- Куп Турске:
  - Освајач (3): 2003, 2004, 2005.

- Куп Председника:
  - Освајач (6): 1995, 2001, 2002, 2003, 2004, 2005.

## Познатији играчи
- Танока Бирд
- Душан Вукчевић
- Керем Гонлум
- Дејан Котуровић
- Ерсан Иљасова
- Ибрахим Кутлај
- Петар Наумоски
- Омер Онан
- Заза Пачулија
- Керем Тунчери
- Мирсад Туркџан